# Pechina
Pechina är en kommun i Spanien.   Den ligger i provinsen Provincia de Almería och regionen Andalusien, i den södra delen av landet, 400 km söder om huvudstaden Madrid. Antalet invånare är 3 746. Arean är 46 kvadratkilometer. Pechina gränsar till Almería.
Terrängen i Pechina är kuperad norrut, men söderut är den platt.